# Jeong Bo-kyeong
Jeong Bo-kyeong (hangŭl: 장혜진; 17 aprile 1991) è una judoka sudcoreana, vincitrice della medaglia d'argento nella categoria -48 kg alle Olimpiadi di Rio de Janeiro 2016.

## Palmarès
- Giochi olimpici

Rio de Janeiro 2016: argento nella categoria -48 kg.
- Campionati mondiali di judo

Astana 2015: bronzo nella categoria -48 kg.
- Campionati asiatici

Hong Kong 2017: bronzo nella categoria -48kg.
- Universiade

Taipei 2017: bronzo nella categoria -48kg.